# 伯方造船
伯方造船株式会社（はかたぞうせん）は、愛媛県今治市伯方町に本社を置く造船メーカー。

## 概要
愛媛県今治市の伯方島木浦に本社・造船所を構える独立系の造船メーカー。日本中小型造船工業会に加盟している。
1958年に小型鋼船の建造・修繕業を目的として設立された。創業者の木元勇松は伯方島で有数の機帆船主であり、鋼船への転換を図るために造船所を自ら設立した。
小型コンテナ船の建造を得意とし、2013年には三菱重工業と小型コンテナ船開発で提携している。

## 事業所及び建造能力
- 本社・工場 - 愛媛県今治市伯方町木浦甲535番地の内第2
  - 第1号修繕船台：115.50m×18.20m
  - 第2号造船船台：151.50m×26.00m

## 沿革
- 1958年9月 - 「伯方造船株式会社」設立。
- 1967年12月 - 原図場及び屋内作業場完成。
- 1968年10月 - 小型鋼船造船業法に登録。
- 1971年
  - 4月 - 第2号造船船台を1,000G/Tに拡張。
  - 5月 - 本社事務所及びドックハウス総合ビル完成。
- 1972年
  - 1月 - 第1号船台を1,000G/T修繕船台に拡張。
  - 3月 - 屋内ブロック組立工場並びに現図場完成。
- 1973年5月 - 第2号造船船台を1,600G/Tに呼称能力変更。
- 1974年
  - 4月 - 第3号船台499G/T廃止。
  - 12月 - 第2号造船船台を2,000G/Tに拡張。
- 1977年3月 - 第2号造船船台を2,500G/Tに拡張。
- 1980年7月 - 第1号修繕船台を3,100G/Tに呼称能力変更拡張。
- 1981年10月 - 鋼板切断用にコンピュータ内蔵の数値制御プラズマ切断機を導入。
- 1982年
  - 1月 - 第2号造船船台を4,300G/Tに拡張。
  - 3月 - 第2号造船船台を4,880G/Tに拡張。
- 1983年11月 - CO2半自動溶接機80台を導入。
- 1989年4月 - 現図用コンピュータ及びNCプラズマ切断機1基増設。NCルーター及びマーキング装置を導入。
- 1993年5月 - 第2号造船船台を5,999G/Tに拡張。
- 1995年
  - 4月 - 本社総合ビル（4階建て）完成。
  - 7月 - 立体式資材倉庫及び発電機室作業所完成。
- 1996年
  - 7月 - 旧本社事務所跡地に屋内作業建屋完成。
  - 8月 - NCレーザー切断機及び鋼板文字自動マーキング装置を導入。
  - 9月 - 120T走行式ジブクレーン新設。
  - 11月 - 第2号造船船台5,999G/T船台幅拡張。
- 1997年
  - 6月 - 鋼板継ぎロンジ（10電極）溶接装置を導入。
  - 9月 - 全天候型走行式ブロック組立建屋完成。
- 1998年11月 - 第2号造船船台を8,400G/Tに拡張。
- 2004年3月 - 第1号修繕船台を4,600G/Tに呼称能力変更拡張。
- 2006年11月 - NC型鋼プラズマ切断機を導入。
- 2010年
  - 8月 - 第2号造船船台を151.50m×26.00mに拡張。
  - 9月 - 47T固定式ジブクレーンを導入。
- 2011年8月 - 第1号修繕船台を115.50m×18.20mに拡張。
- 2012年5月 - 今治市より今治市造船振興計画による埋立地を購入し敷地面積を拡張。
- 2013年3月 - 三菱重工と1000TEU型コンテナ船の共同開発で提携。
- 2014年4月 - NCレーザー切断機及びNCプラズマ切断機更新。

## 関連会社
- 富晴産業株式会社（船舶貸渡業、船舶造修下請）
- 大喜海運株式会社（船舶貸渡業、船舶運行管理業）
- 株式会社丸掬（船舶貸渡業、舶用資材販売、損害保険代理店業）